# Leichtathletik-Europameisterschaften 1982/200 m der Frauen

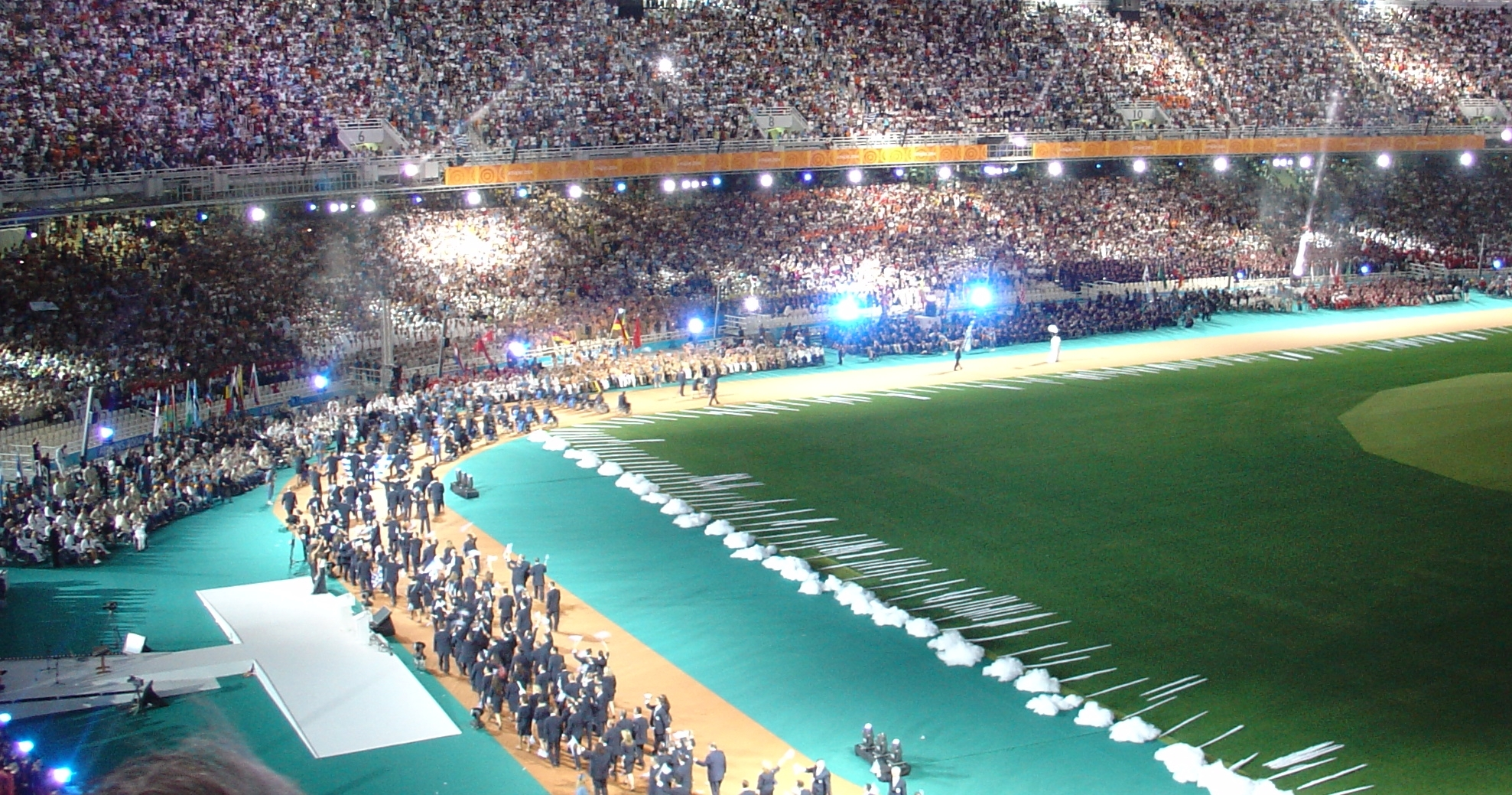
Das Athener Olympiastadion bei der Eröffnung der Paralympics 2004

Der 200-Meter-Lauf der Frauen bei den Leichtathletik-Europameisterschaften 1982 wurde am 8. und 9. September 1982 im Olympiastadion von Athen ausgetragen.
Mit Gold und Bronze errangen die DDR-Sprinterinnen in diesem Wettbewerb zwei Medaillen. Europameisterin wurde die Olympiasiegerin von 1976 und 1980 Bärbel Wöckel, frühere Bärbel Eckert, die zwei Tage zuvor Siober über 100 Meter errungen hatte. Den zweiten Rang belegte die  Briti Kathy Smallwood, spätere Kathy Cook. Bronze ging an Sabine Rieger, später als Sabine Günther erfolgreich.

## Rekorde

### Bestehende Rekorde
| Weltrekord           | 21,71 s | Marita Koch     | Karl-Marx-Stadt (heute Chemnitz), DDR (heute Deutschland) | 10. Juni 1979     |
| Europarekord         | 21,71 s | Marita Koch     | Karl-Marx-Stadt (heute Chemnitz), DDR (heute Deutschland) | 10. Juni 1979     |
| Meisterschaftsrekord | 22,51 s | Irena Szewińska | EM Rom, Italien                                           | 6. September 1974 |

### Rekordverbesserung
Europameisterin Bärbel Wöckel aus der DDR verbesserte den bestehenden Meisterschaftsrekord im Finale am 9. September um 47 Hundertstelsekunden auf 22,04 s. Zum Welt- und Europarekord fehlten ihr 33 Hundertstelsekunden.

## Legende
Kurze Übersicht zur Bedeutung der Symbolik – so üblicherweise auch in sonstigen Veröffentlichungen verwendet:
| CR | Championshiprekord |

## Vorrunde
8. September 1982
Die Vorrunde wurde in zwei Läufen durchgeführt. Mit sechzehn Läuferinnen war die Zahl der Teilnehmerinnen so gering, dass keine Zwischenrunde notwendig war. Von den Vorläufen aus ging es direkt ins Finale, für das sich die ersten vier Athletinnen pro Lauf – hellblau unterlegt – qualifizierten.

### Vorlauf 1
Wind: +0,4 m/s
| Platz | Name                  | Nation         | Zeit (s) |
| ----- | --------------------- | -------------- | -------- |
| 1     | Bärbel Wöckel         | DDR            | 22,81    |
| 2     | Kathy Smallwood       | Großbritannien | 22,97    |
| 3     | Liliane Gaschet       | Frankreich     | 23,21    |
| 4     | Anelija Nunewa        | Bulgarien      | 23,35    |
| 5     | Irina Olchownikowa    | Sowjetunion    | 23,46    |
| 6     | Joan Baptiste         | Großbritannien | 23,84    |
| 7     | Heike Schulte-Mattler | BR Deutschland | 23,88    |
| 8     | Mona Evjen            | Norwegen       | 23,96    |

### Vorlauf 2
Wind: −2,9 m/s
| Platz | Name                   | Nation         | Zeit (s) |
| ----- | ---------------------- | -------------- | -------- |
| 1     | Sabine Rieger          | DDR            | 22,90    |
| 2     | Gesine Walther         | DDR            | 22,90    |
| 3     | Beverley Callender     | Großbritannien | 22,96    |
| 4     | Marie-Christine Cazier | Frankreich     | 23,39    |
| 5     | Heidi-Elke Gaugel      | BR Deutschland | 23,45    |
| 6     | Jelena Keltschewskaja  | Sowjetunion    | 23,59    |
| 7     | Marisa Masullo         | Italien        | 23,74    |
| 8     | Ute Thimm              | BR Deutschland | 23,85    |

## Finale

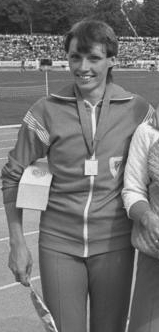
Europameisterin Bärbel Wöckel, Olympiasiegerin von 1976 und 1980 – zwei Tage vorher Zweite über 100 Meter
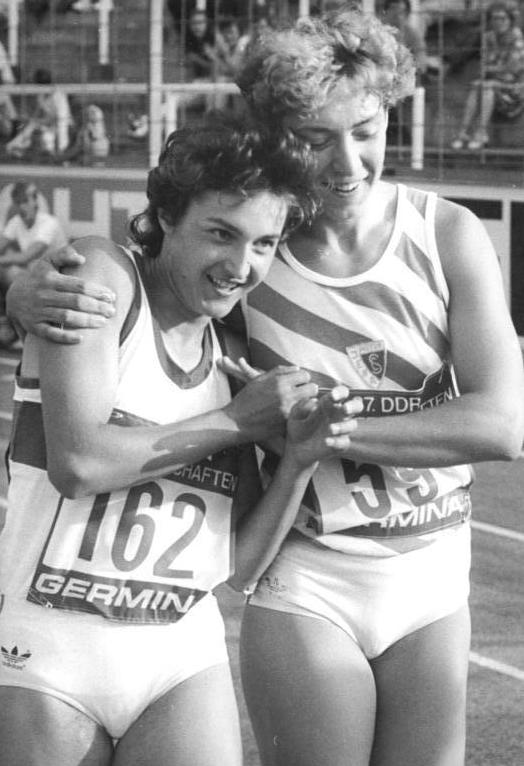
Bronzemedaillengewinnerin Sabine Rieger (rechts)
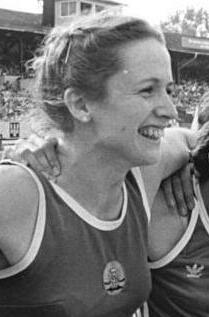
Gesine Walther, zwei Tage zuvor Fünfte über 100 Meter, kam auf den vierten Platz

9. September 1982
Wind: +0,9 m/s
| Platz | Name                   | Nation         | Zeit (s)    |
| ----- | ---------------------- | -------------- | ----------- |
| 1     | Bärbel Wöckel          | DDR            | 22,04 CR    |
| 2     | Kathy Smallwood        | Großbritannien | 22,13 NU23R |
| 3     | Sabine Rieger          | DDR            | 22,51       |
| 4     | Gesine Walther         | DDR            | 22,60       |
| 5     | Beverley Callender     | Großbritannien | 22,91       |
| 6     | Anelija Nunewa         | Bulgarien      | 22,93       |
| 7     | Liliane Gaschet        | Frankreich     | 22,97       |
| 8     | Marie-Christine Cazier | Frankreich     | 23,08       |